# شعب آدي
شعب آدي (بالإنجليزية: Adi people). يعتبر من أكثر مجموعات السكان الأصليين كثافةً في ولاية أروناجل براديش الهندية. عُثر على بضعة آلاف أيضًا في منطقة التبت ذاتية الحكم (التبت سابقًا) حيث يُطلق عليهم اسم قومية اللوبا سويةً مع شعوب نايشي، ونا، وغالو وميشمي وتاغين.
يعيشون في منطقة من جبال الهيمالايا الجنوبية الواقعة داخل ولاية أروناجل براديش الهندية ومقاطعات ماينلينغ، ولونزي، وزايو، وميدوغ، ونيينغتشي في منطقة التبت ذاتية الحكم بالصين. يتأثر الموطن الحالي لشعب آدي بشدة بالموقع التاريخي لأرض اللويو القديمة. يتواجدون في المناطق المعتدلة وشبه الاستوائية داخل مقاطعات سيانغ، وشرق سيانغ، وسيانغ العلوية، وغرب سيانغ، ووادي ديبانج السفلى ولوهيت، وشي يومي، ونامساي داخل ولاية أروناجل براديش. ومع ذلك، لا يصح الخلط بين مصطلح «آدي» وشعب لوبا، لأن اللوبا يشمل أيضًا الميشمي إلى جانب شعب آدي. يُعتقد أن جميع المجموعات الإثنية التي تعتبر نفسها من شعب «آدي» تنحدر من أبوتاني. المصطلح القديم أبور هو لقب أجنبي من اللغة الآسامية ومعناه الحرفي «مستقل». المعنى الحرفي لكلمة آدي هو «التل» أو «قمة الجبل».

## تنظيم المجتمع
يعيش شعوب آدي في قرى التلال، ويحافظ كل منهم تقليديًا على نفسه، تحت قيادة زعيم مختار على غرار غام أو غاو بورا الذي يدير مجلس القرية، والذي يعمل حتى كمحكمة تقليدية يشار إليها باسم كيبانغ. كانت المجالس القديمة تتألف من جميع شيوخ القرية وكانت القرارات تُتخذ في موسوب/ديري (منزل مجتمع القرية) بناءً على اتفاق الأغلبية الذين يعيشون في منازل ذات ركائز متينة.

## الثقافة
تلعب المهاجع دورًا محوريًا في حياة شعب آدي، وتُحكم المهاجع ببعض القواعد. على سبيل المثال، يمكن للذكر زيارة مهجع الأنثى، لكن من غير المسموح له قضاء الليلة عندها. في بعض الأحيان، يجب أن يكون الأوصياء في الجوار لتوجيه الصغار.
ثمة أزياء منفصلة للنساء والرجال تحيكها نساء القبائل. يرتدي الرجال أحيانًا الخوذات المصنوعة من قصب السكر وجلد الدببة والغزلان اعتمادًا على المنطقة.
بينما ترتدي النساء الأكبر سنًا قلادات صفراء وأقراط حلزونية، وترتدي الفتيات غير المتزوجات بيوب، وهي حليّ تتكون من خمسة إلى ستة ألواح نحاسية مثبتة تحت البيتيكوت خاصتهن. كان الوشم شائعًا بين النساء الأكبر سنًا.
المعيار التقليدي لثروة الأسرة هو امتلاك الحيوانات الأليفة (خاصة الغايال) والخرز والحليّ والأرض.

### المهرجانات والرقصات
يحتفل شعب آدي بعدد من المهرجانات، ومهرجاناتهم الرئيسية هي آران، ودونغجين، وسولونغ، وبودي باربي، وإيتور. يُعقد مهرجان سولونغ في الأسبوع الأول من سبتمبر لمدة خمسة أيام أو أكثر. يُعتبر مهرجان حصاد يُقام إبان بذر البذور وزرعها أملًا بمحاصيل وفيرة في المستقبل. تؤدي النساء رقصات وأغاني البونونغ خلال المهرجان. في اليوم الأخير من مهرجان السولونغ، يُعرض العرش وأسلحة السكان الأصليين على طول ممرات المنازل -اعتقادًا بأنها ستحمي الناس من الأرواح الشريرة (يُسمى هذا الطقس تاكتور).
تتفاوت رقصات آدي من نمط رقصة البونونغ البطيئة الريفية الساحرة (المؤداة في مهرجان سولونغ) إلى رقصة الديلونغ المبهجة والحيوية التي يؤديها الرجال خلال مهرجان إيتور. أسفرت هذه الرقصات عن أشكال معينة من الرقص التي تروي سويةً قصة معينة، وهي رقصة تابو (رقصة الحرب). في التابو، يقوم الراقصون بحماسة تامة بإعادة تمثيل أفعال الحرب وتفاصيلها الدموية وصيحات المحاربين المنتصرة. تُؤدى رقصة ياكجونغ في مهرجان آران. تُعتبر هذه الرقصة نوعًا آخرًا حيث يحمل الراقصون العصي ذات التصاميم المحفورة عبر إزالة اللحاء ضمن أنماط معينة ثم وضعها في النار لبعض الوقت، ما يخلق تصاميم سوداء مميزة.
| اسم المهرجان   | التاريخ  |
| دونغجين        | 2 فبراير |
| آران أو إينينغ | 7 مارس   |
| إيتور (لوتور)  | 15 مايو  |
| سولونغ (لون)   | 1 سبتمبر |
| بودي باربي     | 5 ديسمبر |

## نمط الحياة
يمارس شعب آدي زراعة الأرز في الحقول الرطبة ويتمتعون باقتصاد زراعي كبير. يشكل الأرز غذاءً أساسيًا لهم إلى جانب اللحوم والخضروات الأخرى.